# Hendea phillippsi
Hendea phillippsi är en spindeldjursart. Hendea phillippsi ingår i släktet Hendea och familjen Triaenonychidae.

## Underarter
Arten delas in i följande underarter:
- H. p. phillippsi
- H. p. stiphra